# Cima del Fop
La Cima del Fop (2.322 m s.l.m.) è una montagna delle Prealpi Bergamasche posta in Val Seriana, in provincia di Bergamo.

## Descrizione
La Cima del Fop, che funge da spartiacque tra la Valcanale e la valle Dossana, è la seconda cima per altezza di una catena delle Prealpi Bergamasche Centrali che dalla Cima Vaccaro (1.958 m) porta al monte Secco (2.266 m) e quindi appunto alla Cima del Fop. Continuando tramite il passo del Re si giunge alla Cima di Valmora (2.198 m) ed infine al Pizzo Arera, la cima principale del gruppo con i suoi 2.512 m di altezza. Alle sue pendici si trovano le sorgenti del torrente Nossana.
Come tutta la catena, è composto principalmente da calcari formati in ambiente oceanico. Tale origine è confermata dalla notevole presenza di fossili in questa zona della Valle Seriana. Lo stesso massiccio della Presolana (2.521 m), che ha avuto la stessa origine e si trova a poca distanza, nasconde notevoli quantità di fossili nelle sue rocce.
Per la sua imponenza e il relativo isolamento da altri grandi gruppi, la montagna è visibile da gran parte della Alta Val Seriana e, insieme al vicino monte Secco, domina sugli abitati di Ponte Nossa, Parre e Clusone a sud dove discende dolcemente, mentre scende con una ripida parete rocciosa sulla Valcanale a nord.
Sulle pendici della Cima e dei monti circostanti si trovano numerosi rifugi, tra i quali il rifugio Santamaria in Leten, situato poco sotto la cima, e il Rifugio Vaccaro. Inoltre, è attraversato da numerosi sentieri, molti dei quali segnalati dal CAI; tra i più importanti, il giro dell'Alto Serio mentre a poca distanza, sull'Arera, si trova il Sentiero dei Fiori, un interessantissimo percorso botanico.
Il notevole sviluppo in verticale della montagna fa sì che la vegetazione sia estremamente differenziata: si passa quindi da faggete a peccete, senza dimenticare le ampie distese erbose che vengono solcate da greggi di pecore guidate dai pastori della zona.

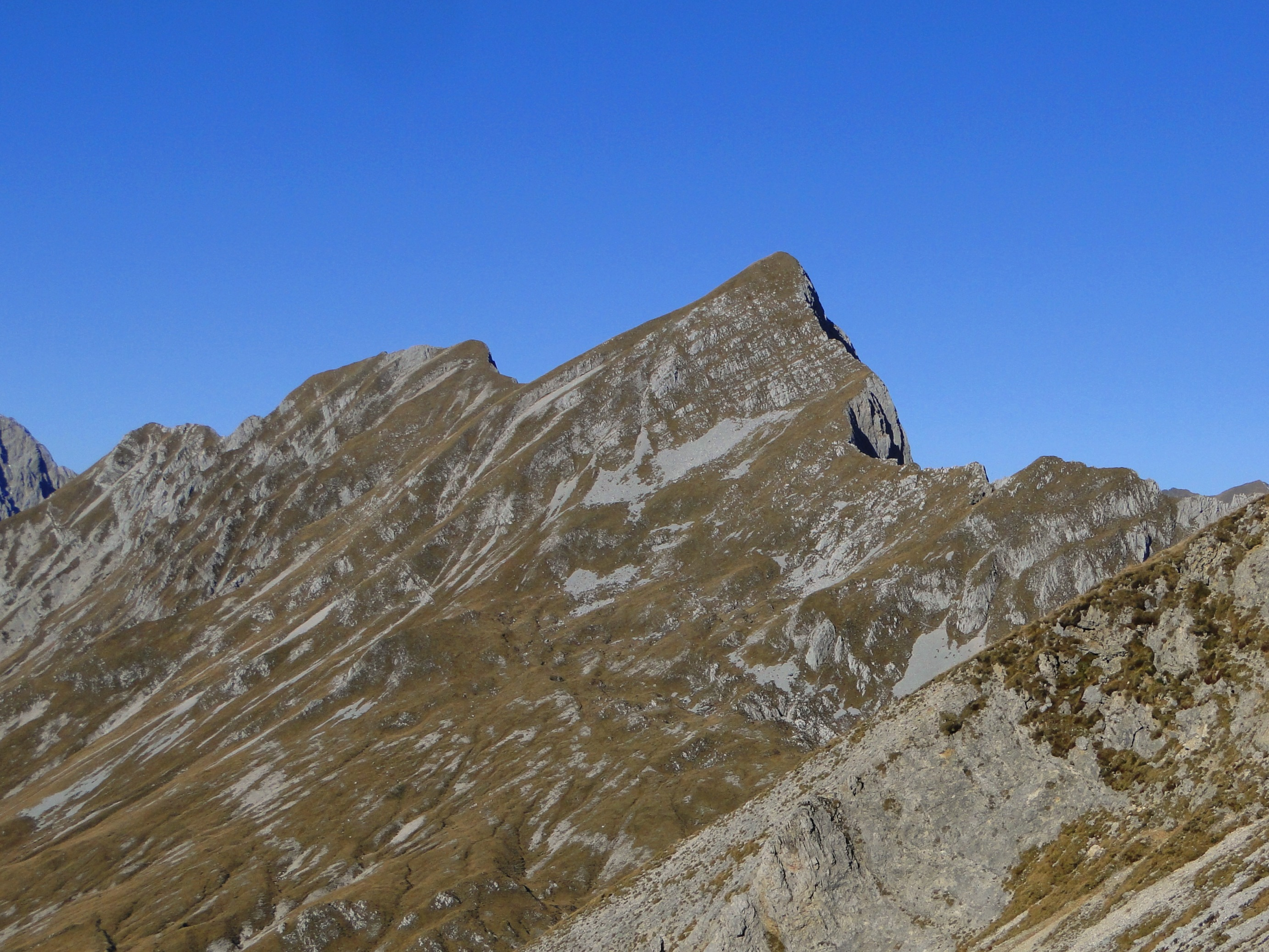
La cima del Fop vista dal monte Secco